# Agnieszka Łada
Agnieszka Łada-Konefał (ur. 20 lipca 1981 w Warszawie) – polska politolożka, niemcoznawczyni, do 2020 dyrektorka Programu Europejskiego w Instytucie Spraw Publicznych. Od 2020 wicedyrektorka Niemieckiego Instytutu Spraw Polskich w Darmstadt.

## Życiorys
Absolwentka Instytutu Nauk Politycznych UW (2005), od 2009 doktor politologii na podstawie dysertacji Debata publiczna na temat patriotyzmu, dumy i świadomości narodowej w prasie Republiki Federalnej Niemiec w latach 2005–2007 obronionej na macierzystym wydziale (promotorka: Ewa Stasiak-Jazukiewicz).
Studiowała także w Berlinie oraz, jako stypendystka Fundacji Konrada Adenauera, psychologię organizacji w Dortmundzie. Ukończyła Executive Master of Public Administration na Hertie School of Governance w Berlinie. Odbyła staże badawcze w European Policy Centre (2011), University of Sussex (2012), Alfred von Oppenheim Centre for European Policy Studies, DGAP w Berlinie (2013), Stiftung Wissenschaft und Politik w Berlinie (2016/17). Od 2015 jest członkinią rady nadzorczej Fundacji Krzyżowa oraz Polsko-Niemieckiej Grupy Ekspertów Krąg Kwirytów i Grupy Kopernika. Była przewodnicząca Rady Dyrektorów Policy Associations for an Open Society (PASOS), Rady Polsko-Niemieckiej Współpracy Młodzieży. Współpracuje z Fundacją Batorego.
Od 2007 do grudnia 2019 związana z Instytutem Spraw Publicznych, gdzie była starszą analityczką i dyrektorką Programu Europejskiego. Od 2020 związana z Niemieckim Instytutem Spraw Polskich w Darmstadt.
Autorka licznych publikacji z zakresu problematyki europejskiej i stosunków polsko-niemieckich.

## Publikacje
- Debata publiczna na temat powstania Centrum przeciw Wype̜dzeniom w prasie polskiej i niemieckiej, Wrocław 2006, ISBN 83-7432-116-4.
- Wzajemny wizerunek polityki europejskiej Polski i Niemiec w okresie napięć : analiza porównawcza prasy polskiej i niemieckiej, Beata Ociepka,  Agnieszka Łada, Jarosław Ćwiek-Karpowicz, 2009.
- Ein gemeinsames Jahrzehnt : Polen und Deutschland gemeinsam in der Europäischen Union Agnieszka Łada (Herausgeber), Warszawa 2014, ISBN 978-83-7689-280-1.
- Slogany czy konkrety? : polsko-niemieckie partnerstwo na rzecz wejścia Polski do strefy Euro, Warszawa 2014, ISBN 978-83-7689-165-1.
- Barometr Polska – Niemcy 2015 : Polacy o polsko-niemieckim partnerstwie we wspólnej Europie, Warszawa: Instytut Spraw Publicznych, ISBN 978-83-7689-245-0